# Ali Habib Mahmud

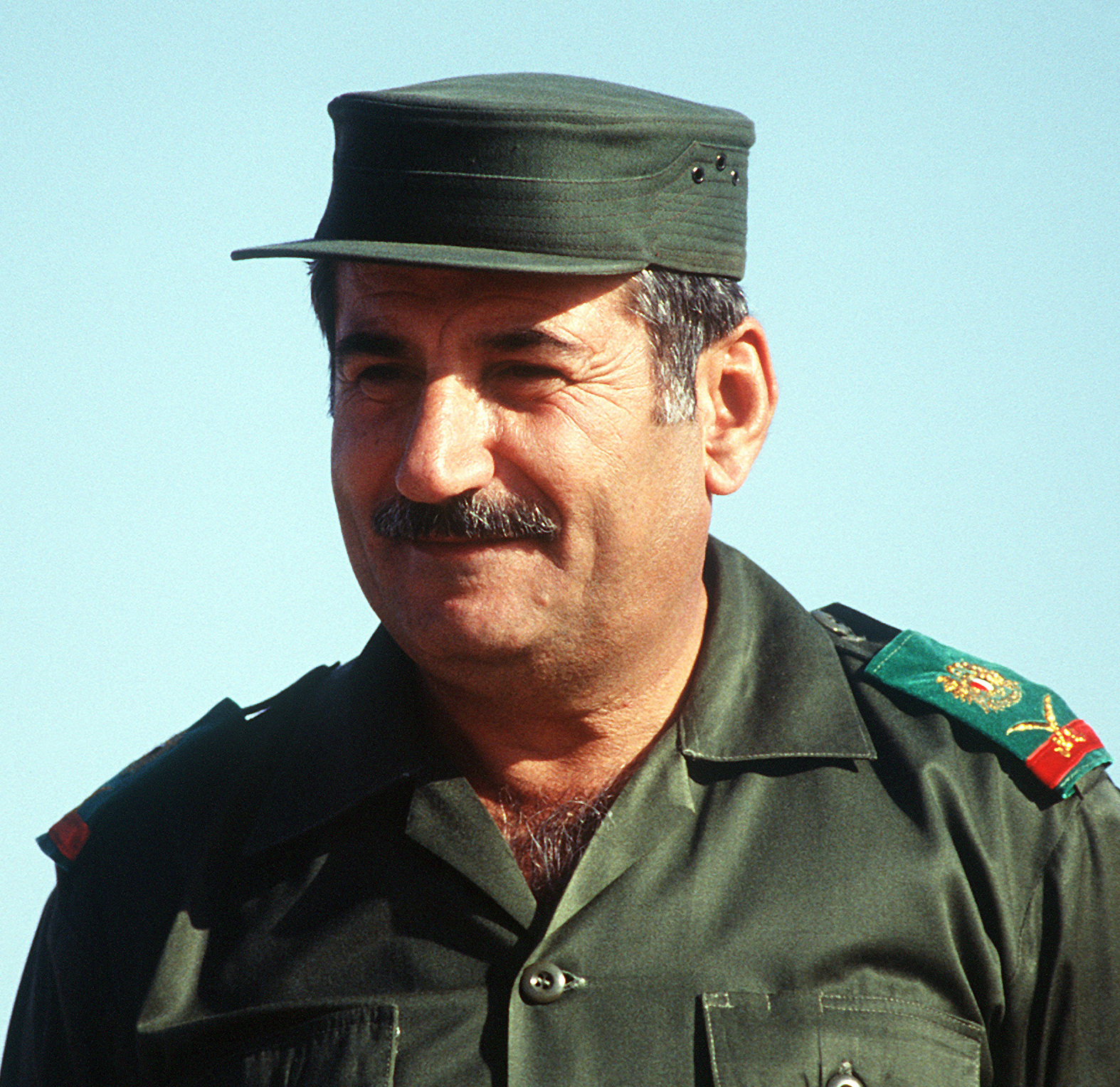
Ali Habib Mahmud

Ali Habib Mahmud (arabisch علي حبيب محمود, DMG ʿAlī Ḥabīb Maḥmūd; * 1. Januar 1939 in Tartus; † 20. März 2020) war ein syrischer General und Politiker.

## Leben
Mahmud wuchs in Tartus auf und schloss sich 1959 in jungen Jahren der Syrischen Armee an. Er nahm am Oktoberkrieg gegen Israel 1973 teil und war an der Invasion im Libanon 1982 beteiligt. Von 1994 bis 2002 kommandierte er die syrischen Spezialeinheiten und war anschließend bis 2007 Oberbefehlshaber der Syrischen Armee. Vom 3. Juni 2009 bis 8. August 2011 war Mahmud als Nachfolger von Hasan Turkmani Verteidigungsminister von Syrien. 2011 verhängte die amerikanische Regierung ein Reiseverbot gegen ihn. Laut einem Medienbericht soll Mahmud im Frühsommer 2011 unmittelbar vor Beginn des Bürgerkriegs in Syrien einen vermeintlich von Baschar al-Assad initiierten Auftrag zum Einsatz des Militärs gegen unbewaffnete Demonstranten nicht umgesetzt haben. Sein Nachfolger als Verteidigungsminister wurde Daud Radschha.
Nach Angaben von Kamal al-Labwani als Sprecher der Syrischen Nationalkoalition setzte sich Mahmud 2013 in die Türkei ab, was sich aber nicht bestätigte.